# Стремено

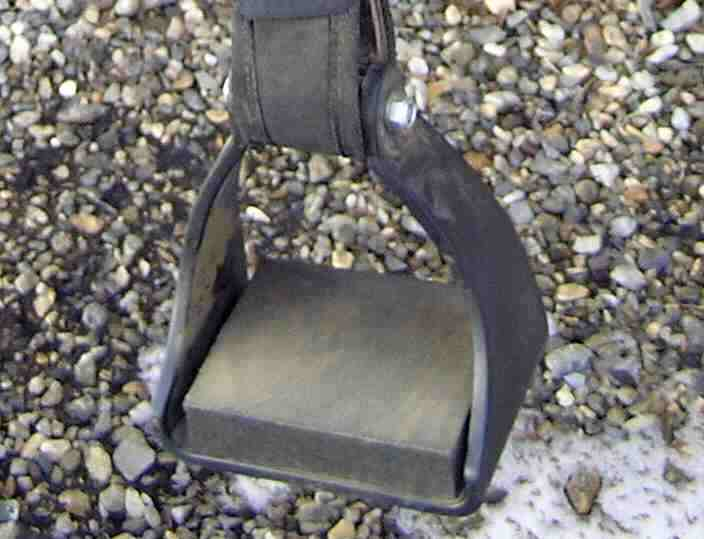
Стремено

Стреме́но, заст. стре́мін (прасл. *strьmę, род. відм. *strьmene) — сідельне спорядження, що допомагає вершникові сісти на коня і зберігати рівновагу під час їзди.

## Опис
Має форму кільця, овала або передка взуття, з прямою горизонтальною підніжкою і високою дужкою, у якій зроблене прямокутне вушко; до вушка кріплять ремінь — пу́тлицю , яким стремено підвішується до сідла.
У деяких чинів кавалерії (озброєних піками і прапороносців) до правого стремена кріпився бушмат — шкіряний стаканчик, у який вставлявся нижній кінець піки або держака прапора (штандарта), іноді — дульний кінець карабіна; у кінній артилерії у бушмат вставлявся кінець держака банника.

## Історія
Винайдення стремена в IV столітті кочівниками змінило тактику і стратегію військових дій кочівників та озброєння і отримало швидке поширення по всьому світу. З'явилася можливість завдавати ударів шаблею, більш точно вражати противника з лука.

## Типи

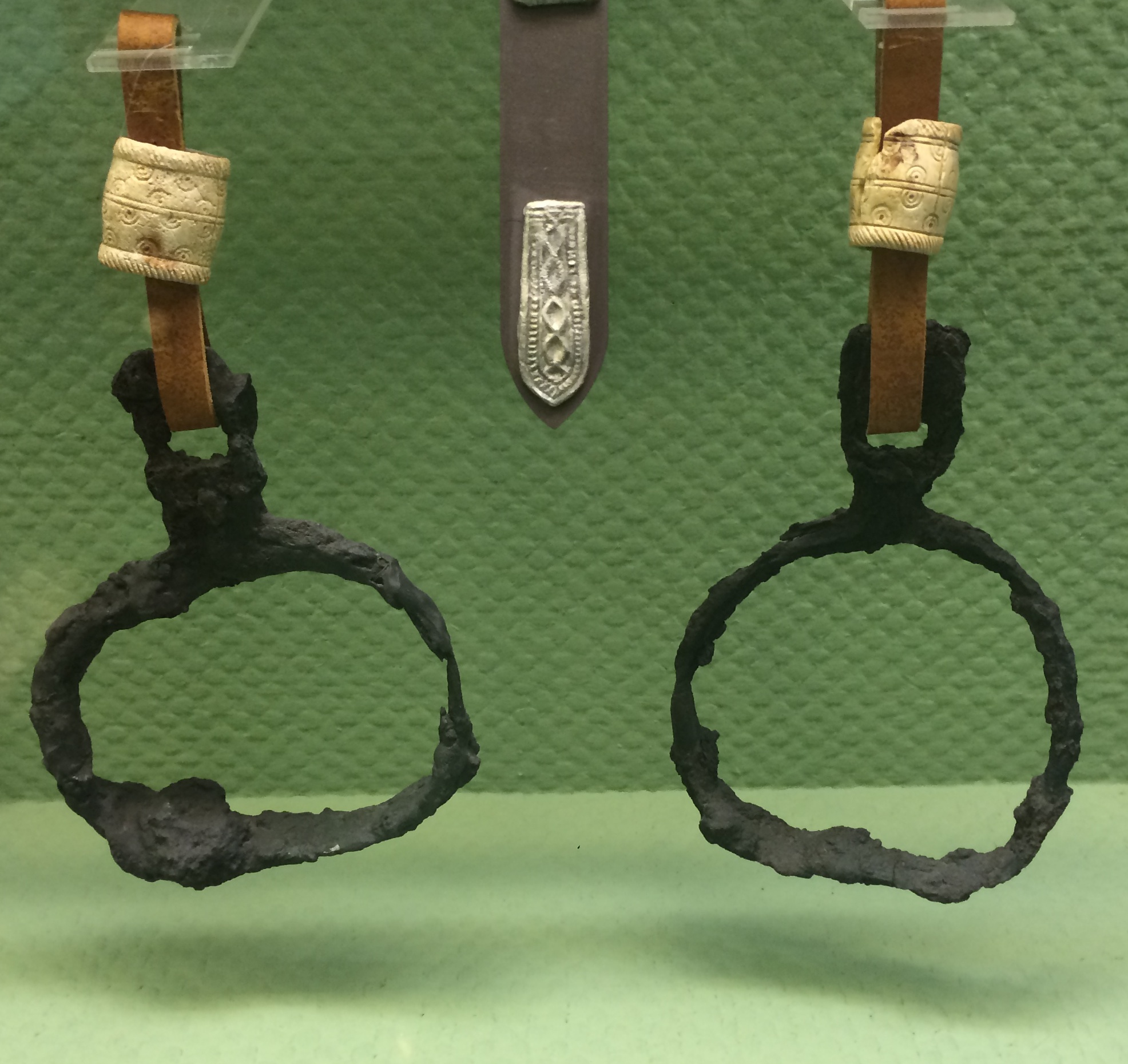
Аварські стремена (Панонія, VIII ст.)
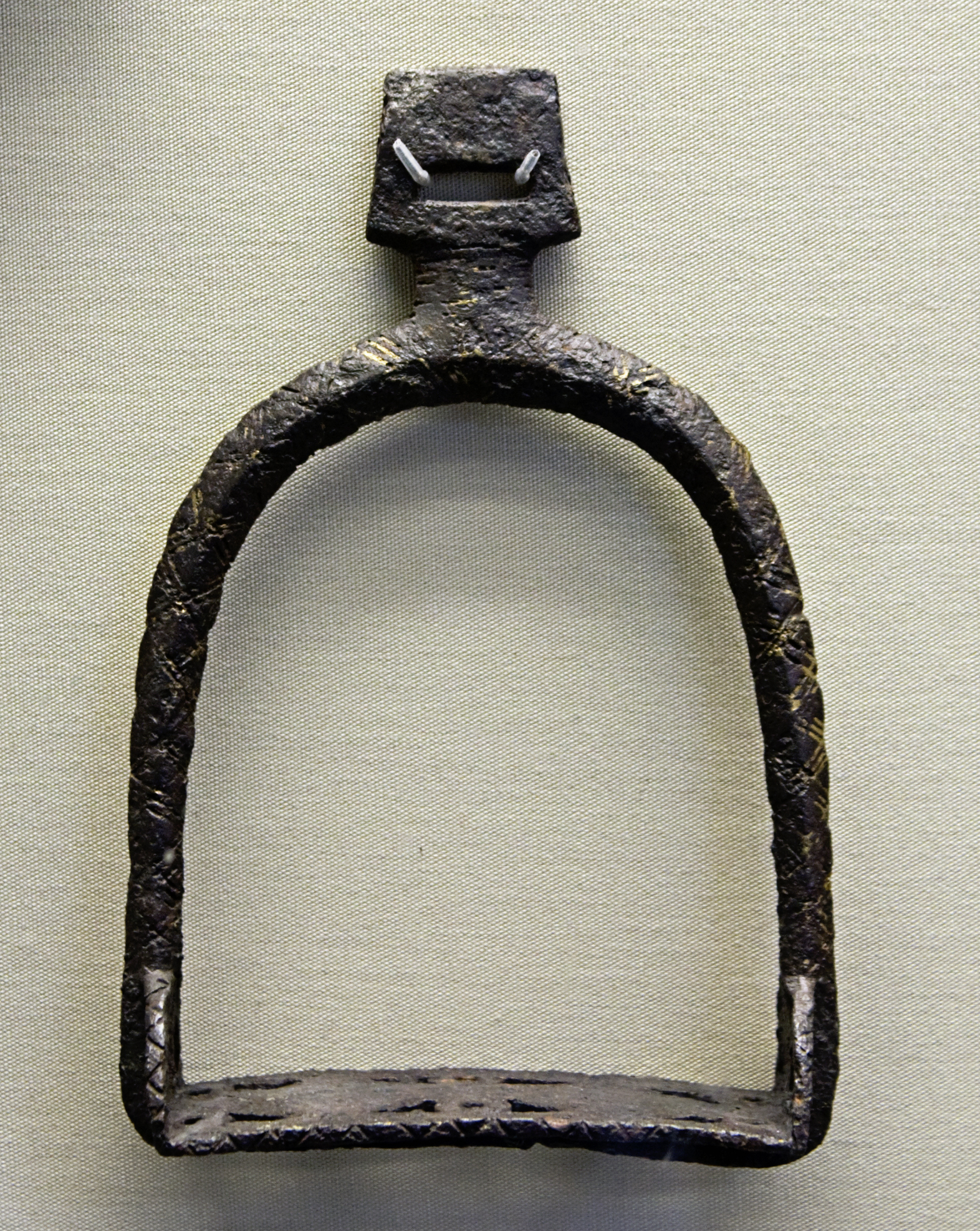
Хозарське стремено (Перм, X ст.)
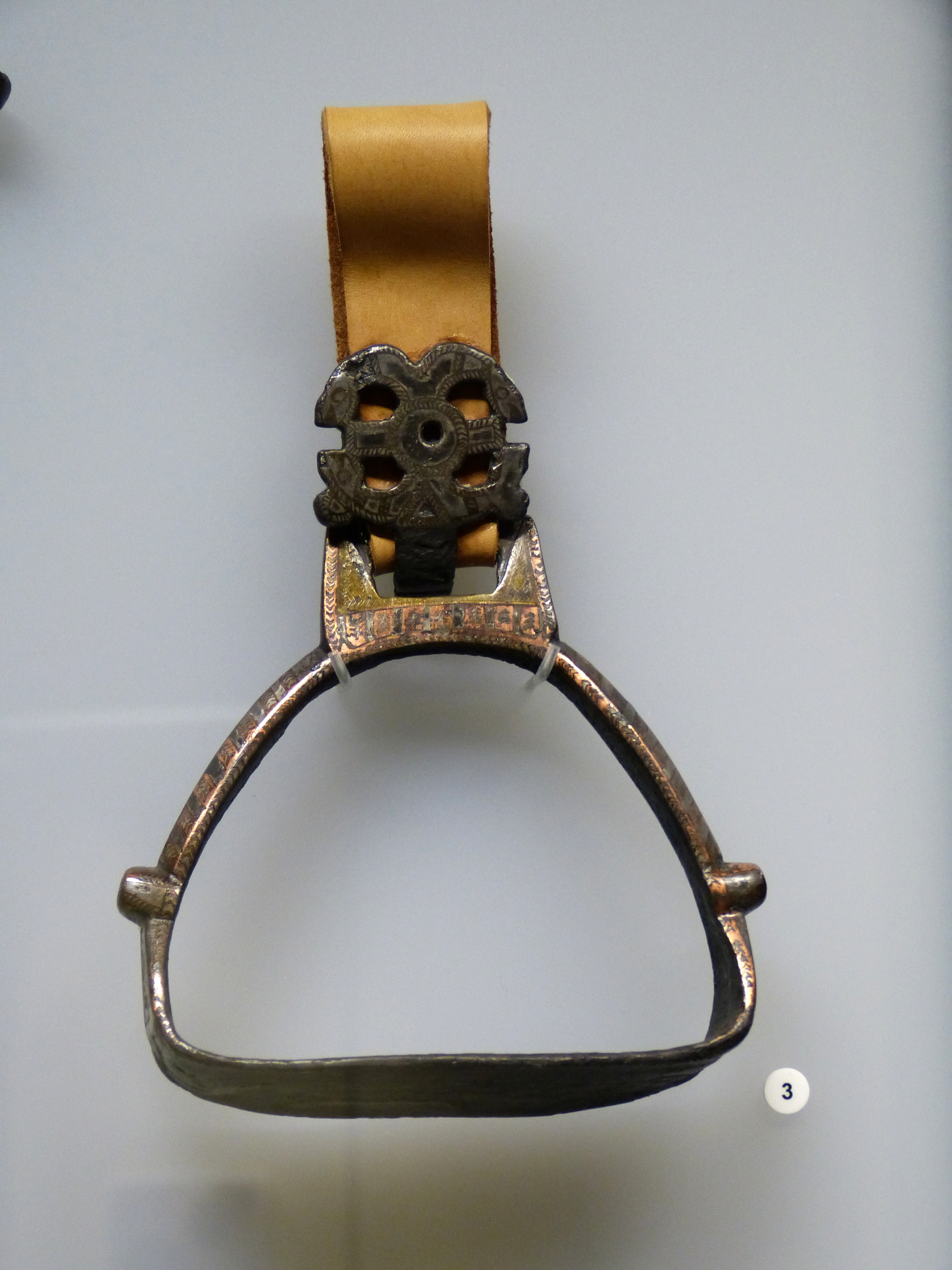
Стремено (Німеччина, X ст.)
Стремено (Туреччина, XVII ст.)
Стремено з путлицею (Швеція, XVII ст.)
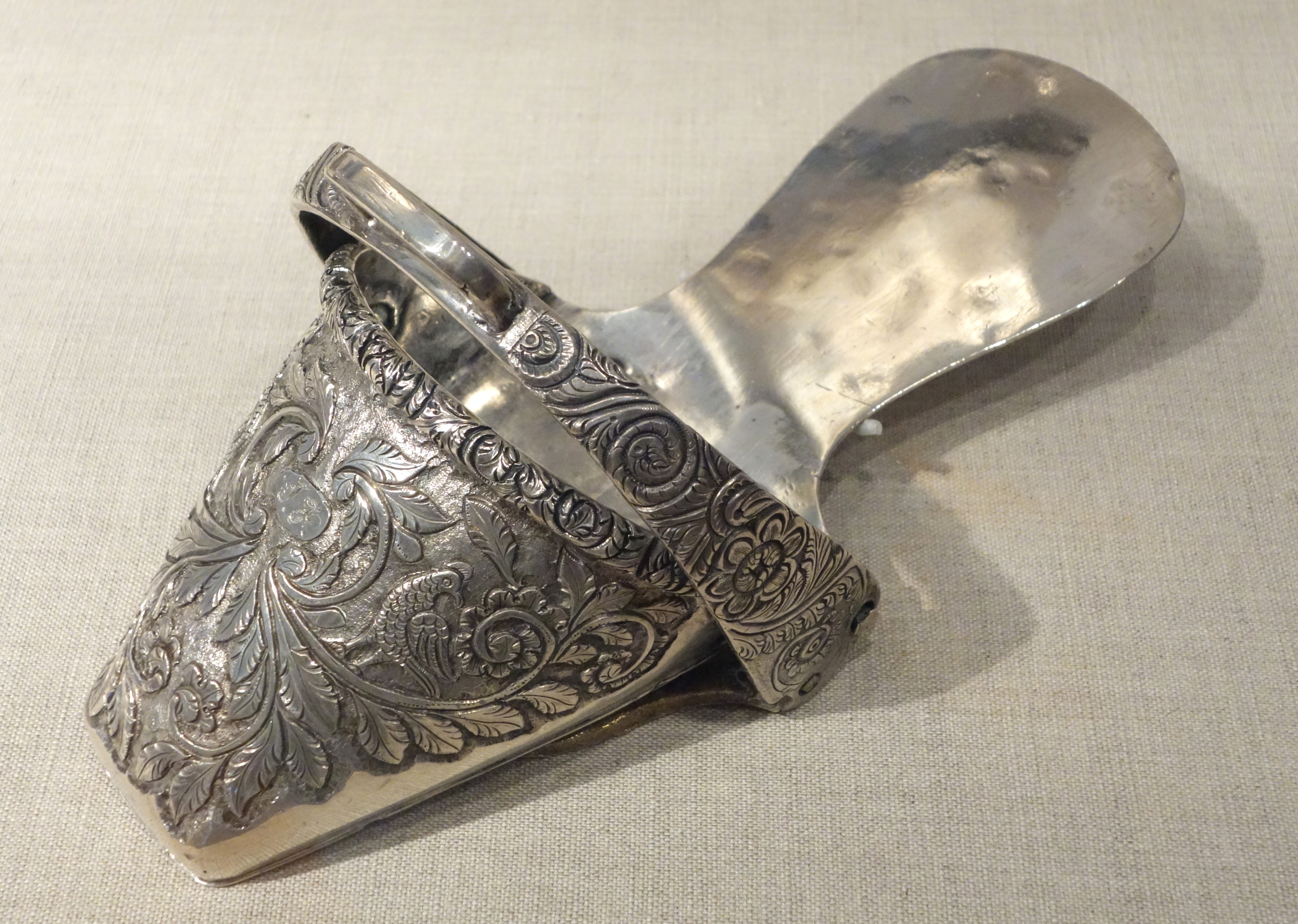
Жіноче стремено (ХІХ ст.)
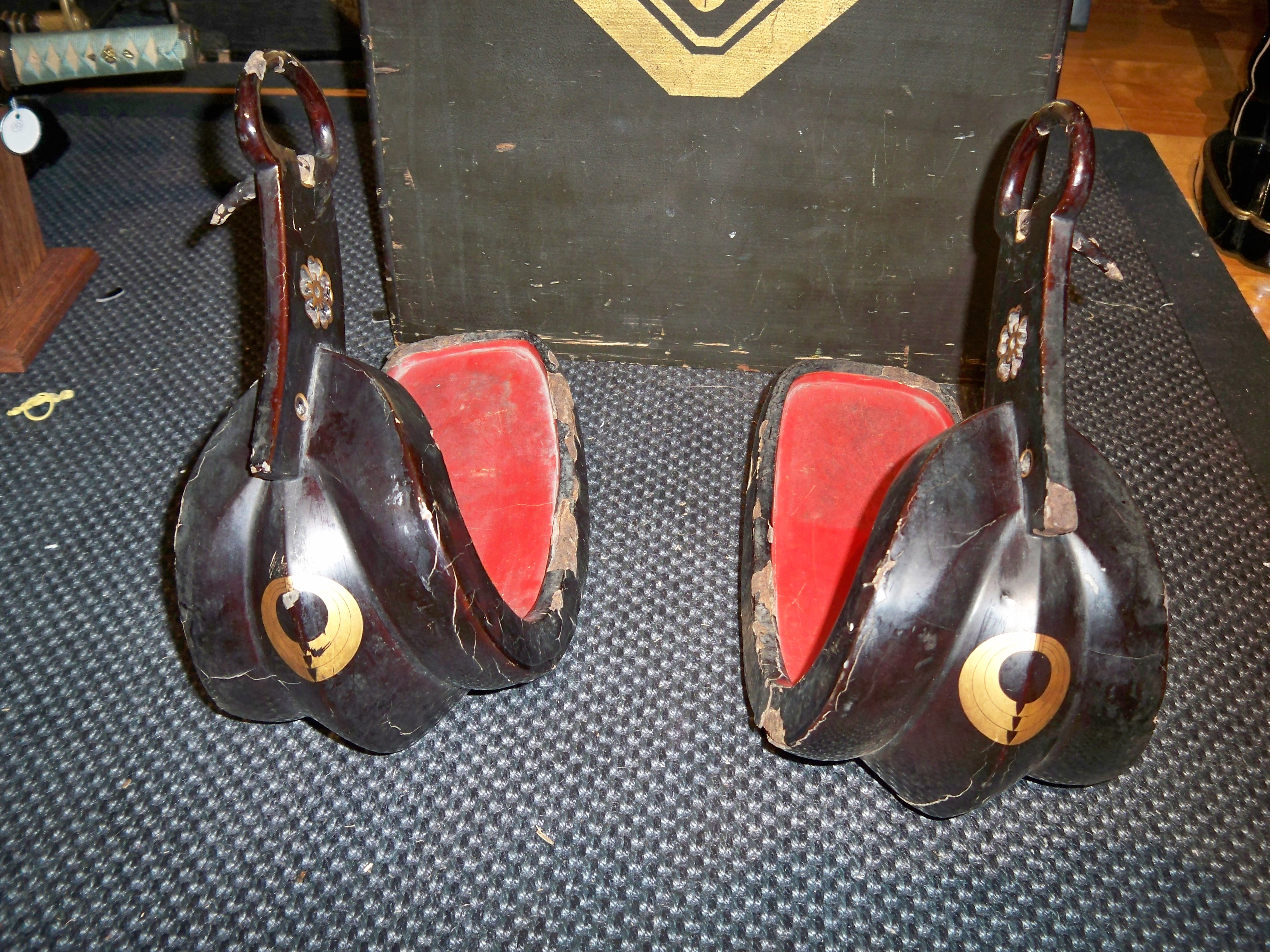
Японські стремена (ХІХ ст.)